# Masaji Iguro
Masaji Iguro (japanisch 伊黒 正次 Iguro Masaji; geb. 14. Mai 1913 in Otaru; gest. 4. Oktober 2000) war ein japanischer Skispringer, Olympiateilnehmer ab 1936, Teilnehmer der Weltmeisterschaft ab 1938 und viermaliger japanischer Meister.

## Werdegang
Anfang Februar 1936 belegte er im internationalen Springwettbewerb auf der Großen Olympiaschanze in Garmisch-Partenkirchen den 7. Platz. Zwei Wochen später nahm er auf derselben Anlage am Skisprungwettbewerb der Olympischen Winterspiele 1936 teil und belegte mit Sprüngen von 74,5 und 72,5 Metern den 7. Platz. In der ersten Wettkampfserie bei den Olympischen Spielen erreichte er die drittweiteste Distanz dieses Teils des Wettbewerbs (ex aequo mit Arnholdt Kongsgård), 0,5 Meter kürzer als der olympische Rekord, der einige Sprünge vor Iguros Versuch aufgestellt wurde und dessen Halter Birger Ruud war. Aufgrund niedrigerer Richternoten erreichte er aber den 11. Platz, den er dann im zweiten Teil des Wettkampfs verbesserte. Im Februar 1938 belegte er in Lahti nach Sprüngen von 61 und 64,5 Metern den 10. Platz bei den Weltmeisterschaften.
Er gewann vier Goldmedaillen bei den japanischen Meisterschaften und siegte 1933, 1934, 1937 und 1941.
Nach seinem Karriereende arbeitete er beim japanischen Skiverband. Er starb am 4. Oktober 2000 an einer Lungenentzündung.